# Dolley Madison
Dolley Payne Todd Madison (20 de maig de 1768 – 12 de juliol de 1849) va ser l'esposa del quart president dels Estats Units, James Madison, i Primera Dama dels EUA des de 1809 fins a 1817. També, a vegades va actuar com a Primera Dama durant l'administració de Thomas Jefferson, en compliment de les funcions cerimonials més comunament associades amb l'esposa del president, ja que Jefferson era vidu.